# Nexus One
Nexus One je smartphone společnosti Google, který používá operační systém Android. Vyráběn byl firmou HTC a do prodeje se dostal 5. ledna 2010. Šlo o první zařízení z řady Nexus. Při uvedení na trh tento telefon obsahoval Android 2.1 Eclair, v květnu 2010 byl zpřístupněn update na verzi 2.2 Froyo, a později ještě na verzi 2.3 Gingerbread.